# 泰州市海陵现代农业科技示范园
泰州市海陵现代农业科技示范园是江苏省泰州市海陵区下辖的一个农业开发区，亦是泰州市城北农业走廊的“三区五园”之一。
示范园创建于2007年3月。总体规划面积3.5万亩，设有八个功能区。2014年，江苏省人民政府办公厅将之列为江苏省现代农业（渔业）产业园区，命名为“江苏省海陵现代农业产业园区”。另有“全国农业旅游示范点”、“江苏省现代农业产业园区”、“江苏省科普教育基地”、首批“江苏省园艺作物标准园”、“江苏省四星级乡村旅游点”、“江苏省自驾游基地”等称号。辖区以农业示范园区之名列为海陵区的一个类似乡级单位。

## 行政区划
下辖以下地区：
园区虚拟生活区。